# Parco nazionale Fazao-Malfakassa
Il parco nazionale Fazao-Malfakassa è il più grande parco nazionale del Togo. È situata tra la regione Kara e la Regione Centrale, sui monti del Togo; è l'unico parco dell'Africa Occidentale a tutelare un ecosistema umido semi-montano. Al suo interno presenta suggestivi paesaggi tra cui colline rocciose e stupende cascate. 
È diviso in due parti la Forêt classée du Fazao che presenta la maggior parte della biodiversità e della foresta semi-umida e la zone de chasse Malfakassa dove si può praticare escursionismo sulle sue colline rocciose.